# West Bennett (Dakota del Sur)
West Bennett es un territorio no organizado ubicado en el condado de Bennett en el estado estadounidense de Dakota del Sur. En el Censo de 2010 tenía una población de 1368 habitantes y una densidad poblacional de 1 personas por km².

## Geografía
West Bennett se encuentra ubicado en las coordenadas 43°11′49″N 101°53′59″O / 43.19694, -101.89972. Según la Oficina del Censo de los Estados Unidos, West Bennett tiene una superficie total de 1365.41 km², de la cual 1363.12 km² corresponden a tierra firme y (0.17%) 2.29 km² es agua.

## Demografía
Según el censo de 2010, había 1368 personas residiendo en West Bennett. La densidad de población era de 1 hab./km². De los 1368 habitantes, West Bennett estaba compuesto por el 20.47% blancos, el 0.22% eran afroamericanos, el 77.27% eran amerindios, el 0% eran asiáticos, el 0% eran isleños del Pacífico, el 0.15% eran de otras razas y el 1.9% pertenecían a dos o más razas. Del total de la población el 0.88% eran hispanos o latinos de cualquier raza.